# Gonia vacua
Gonia vacua är en tvåvingeart som beskrevs av Johann Wilhelm Meigen 1826. Gonia vacua ingår i släktet Gonia och familjen parasitflugor. Inga underarter finns listade i Catalogue of Life.